# Manuel Domingo Bargas
Manuel Domingo Bargas fue un político peruano. 
Fue elegido por la provincia de Calca como miembro de la Convención Nacional de 1833 que expidió la Constitución Política de la República Peruana de 1834, la cuarta de la historia del país.
En 1848 fue el primer director del Museo Inka de la Universidad San Antonio Abad fundado el 28 de julio de ese año y que funcionó originalmente en el antiguo logal del Hospital de San Andrés en el Cusco.